# 海のYeah!!
『海のYeah!!』（うみのイェー）は、サザンオールスターズのベスト・アルバム。ちょうどデビュー20周年となる1998年6月25日にCDで発売。発売元はタイシタレーベル。
2014年12月17日からはダウンロード配信、2019年12月20日からはストリーミング配信が開始されている。

## 背景
デビュー20周年を記念して発売されたオールタイムベストアルバムである。バラードベストや完全限定生産盤を除けば、サザンオールスターズの純粋なベストアルバムは本作と事実上の続編である『海のOh, Yeah!!』のみとなっている。
本作はデビューした1978年から1996年までに発売されたヒット曲や人気が高い曲が収録され、『海のOh, Yeah!!』には本作以降に発売されたヒット曲や人気が高い曲が収録されている。
タイトルは「海の家」をもじったもので、シャレを効かせている。なお、続編の『海のOh, Yeah!!』（うみのオヤー）も、「生みの親」をもじったものである。

## リリース
初回盤は特殊クリアスリップケース、デジパック仕様。通常盤はプラスチックケースであり歌詞カードのサイズも異なるが、収録内容など外装以外は同一。通常盤に関しては『海のOh, Yeah!!』の先行特典「海の幸ケース」に『海のOh, Yeah!!』の完全生産限定盤と本作の通常盤を収納することができる。
本作の発売に合わせて、1982年に発売された『バラッド '77〜'82』と1987年に発売された『BALLADE 2 '83〜'86』が同じ日に再発売された。
CDジャケットは、宇宙飛行士の格好をした半魚人が女性を抱きかかえているという幻想的なものに仕上がっている。デザインは信藤三雄が担当した。

## プロモーション
本作のCMには「パパイヤ鈴木とおやじダンサーズ」が出演しており、彼らは同年の渚園での野外コンサートにも出演した。コンサートに出演した模様は同年発売のビデオ・DVD『1998 スーパーライブ in 渚園』に収録され、このCMは2004年発売のミュージック・ビデオ集『ベストヒットUSAS (Ultra Southern All Stars)』に収録されている。

## 批評
本作や松任谷由実のベストアルバム『Neue Musik』は、オールタイムベストアルバムの先駆けと言われており、全30曲の2枚組で価格が4,000円ほどで抑えられる低価格ベストアルバムとなっている。
オリコンはロングセールスを記録していることに着目し、本作に収録されている楽曲の多くがヒット曲や活動20年間の中でも人気が高い作品になっていること、また発売当時にコアファン以外の層が飛びつき大ヒットを記録したと分析している。それは今も変わらずサザン入門編として「まずはこの1枚」的な存在と評価している。
桑田佳祐は本作について「英語と日本語を融合させようとあれこれ格闘している跡が見てとれます」と語っている。また、それと比較して続編の『海のOh, Yeah!!』に対しては「やっぱり日本語を大切にして歌いたいという気持ちが、全面に出ていますね」と自己評価した。

## 受賞歴
| 年     | 音楽賞                         | 結果                             | 出典   |
| ------ | ------------------------------ | -------------------------------- | ------ |
| 1999年 | 第13回日本ゴールドディスク大賞 | ロックアルバム・オブ・ザ・イヤー | [ 16 ] |

## チャート成績

### 売上
1998年7月6日付のオリコン週間ランキングで初週100.4万枚を売り上げ、初登場1位を獲得した。2002年7月29日付の同ランキングで累計売上枚数が300万枚を突破し、2019年4月までに累計359.2万枚（オリコン調べ）を売り上げて、自身としてはシングル・アルバム含め最高セールスとなっている。また、オリコンにおける2枚組以上のアルバムとしても歴代1位の売上を記録。なお、出荷枚数は480万枚を記録している。
発売以降、毎年夏の時期に『バラッド3 〜the album of LOVE〜』と共にランキングに浮上することが多く、特に無期限活動休止を発表した2008年、活動再開を発表した2013年、本作続編アルバム『海のOh, Yeah!!』が発売された2018年などは高い売上を記録している。その中でも2018年8月4日付のオリコンアルバムデイリーランキングでは、『海のOh, Yeah!!』が2.3万枚を売り上げ1位を獲得し、本作が0.2万枚で2位を獲得したため1位2位を独占した。オリコン週間ランキングにおいても8月13日・20日付で『海のOh, Yeah!!』が2週連続首位を獲得したのと連動して7位→6位とトップテン入りを果たした。なお、8月27日付でも9位にランクインしており、3週連続でTOP10入りを果たした。
オリコンにおける本作のチャート登場週数は700週を超える。
2017年9月時点でTSUTAYAにおいて累計328万回以上がレンタルされ、同時点でTSUTAYAにおけるベスト盤のレンタル回数では歴代5位である。また、TSUTAYAが発表した平成（1989年〜2018年）にレンタルされた音楽アルバムの中でも歴代5位にランクインしている。

### 年間順位
オリコン
2000年 60位
2003年 98位
2018年 96位
オリコンデジタル
2018年 12位
2019年 38位
Billboard Japan Hot Albums
2015年 84位
2018年 44位
2019年 80位

## 収録曲
- 収録曲は各作品で説明しているため、ここでは説明を省略する。タイトル表記は基本的にオリジナル収録時のものに従った。
- ()内は収録時間である[38]。

### DISC-1 〜SEA SIDE〜
全作曲：桑田佳祐。
| #         | タイトル                                          | 作詞      | 作曲・編曲 | 編曲                                                 | 時間 |
| --------- | ------------------------------------------------- | --------- | ---------- | ---------------------------------------------------- | ---- |
| 1.        | 「勝手にシンドバッド」                            | 桑田佳祐  |            | 斉藤ノブ & サザンオールスターズ 管編曲:Horn Spectrum | 3:56 |
| 2.        | 「いとしのエリー」                                | 桑田佳祐  |            | サザンオールスターズ 弦編曲:新田一郎                 | 4:24 |
| 3.        | 「C調言葉に御用心」                               | 桑田佳祐  |            | サザンオールスターズ 弦編曲:新田一郎                 | 4:34 |
| 4.        | 「栞のテーマ」                                    | 桑田佳祐  |            | サザンオールスターズ                                 | 4:31 |
| 5.        | 「いなせなロコモーション」                        | 桑田佳祐  |            | サザンオールスターズ                                 | 4:48 |
| 6.        | 「夏をあきらめて」                                | 桑田佳祐  |            | サザンオールスターズ 弦管編曲:八木正生               | 3:42 |
| 7.        | 「チャコの海岸物語」                              | 桑田佳祐  |            | サザンオールスターズ 弦管編曲:八木正生               | 3:34 |
| 8.        | 「匂艶 THE NIGHT CLUB」                           | 桑田佳祐  |            | サザンオールスターズ 弦管編曲:八木正生               | 4:11 |
| 9.        | 「鎌倉物語」                                      | 桑田佳祐  |            | サザンオールスターズ 弦編曲:大谷幸                   | 3:54 |
| 10.       | 「Bye Bye My Love (U are the one)」               | 桑田佳祐  |            | サザンオールスターズ & リアル・フィッシュ            | 4:44 |
| 11.       | 「ミス・ブランニュー・デイ (MISS BRAND-NEW DAY)」 | 桑田佳祐  |            | サザンオールスターズ 弦編曲:新田一郎                 | 4:58 |
| 12.       | 「海」                                            | 桑田佳祐  |            | サザンオールスターズ 管編曲:新田一郎                 | 4:11 |
| 13.       | 「みんなのうた」                                  | 桑田佳祐  |            | サザンオールスターズ & 小林武史                      | 4:17 |
| 14.       | 「希望の轍」                                      | 桑田佳祐  |            | 桑田佳祐 & 小林武史                                  | 4:15 |
| 15.       | 「忘れられた Big Wave」                           | 桑田佳祐  |            | サザンオールスターズ & 門倉聡                        | 3:09 |
| 合計時間: | 合計時間:                                         | 合計時間: | 合計時間:  | 63:08                                                |      |

### DISC-2 〜SUNNY SIDE〜
全作曲：桑田佳祐。
| #         | タイトル                                 | 作詞                             | 作曲・編曲 | 編曲                                                        | 時間 |
| --------- | ---------------------------------------- | -------------------------------- | ---------- | ----------------------------------------------------------- | ---- |
| 1.        | 「真夏の果実」                           | 桑田佳祐                         |            | サザンオールスターズ & 小林武史                             | 4:40 |
| 2.        | 「YOU」                                  | 桑田佳祐                         |            | サザンオールスターズ                                        | 4:31 |
| 3.        | 「シュラバ★ラ★バンバ SHULABA-LA-BAMBA」  | 桑田佳祐 英語補作詞:Tommy Snyder |            | 小林武史 & サザンオールスターズ                             | 5:02 |
| 4.        | 「涙のキッス」                           | 桑田佳祐                         |            | 小林武史 & サザンオールスターズ                             | 4:46 |
| 5.        | 「さよならベイビー」                     | 桑田佳祐                         |            | サザンオールスターズ & 門倉聡                               | 4:55 |
| 6.        | 「エロティカ・セブン EROTICA SEVEN」     | 桑田佳祐                         |            | サザンオールスターズ 編曲補:片山敦夫                        | 4:01 |
| 7.        | 「素敵なバーディー (NO NO BIRDY)」       | 桑田佳祐                         |            | サザンオールスターズ 編曲補:片山敦夫                        | 5:09 |
| 8.        | 「そんなヒロシに騙されて」(Vocal:原由子) | 桑田佳祐                         |            | サザンオールスターズ 編曲補:片山敦夫                        | 3:09 |
| 9.        | 「マンピーのG★SPOT」                     | 桑田佳祐                         |            | サザンオールスターズ                                        | 4:15 |
| 10.       | 「あなただけを ～Summer Heartbreak～」   | 桑田佳祐                         |            | サザンオールスターズ 管編曲:山本拓夫 & サザンオールスターズ | 5:14 |
| 11.       | 「Moon Light Lover」                     | 桑田佳祐                         |            | サザンオールスターズ 管編曲:山本拓夫 & サザンオールスターズ | 4:53 |
| 12.       | 「太陽は罪な奴」                         | 桑田佳祐 英語補作詞:Tommy Snyder |            | サザンオールスターズ 弦編曲:中西俊博 & サザンオールスターズ | 4:12 |
| 13.       | 「恋のジャック・ナイフ」                 | 桑田佳祐                         |            | サザンオールスターズ                                        | 4:38 |
| 14.       | 「愛の言霊 〜Spiritual Message〜」       | 桑田佳祐                         |            | サザンオールスターズ SAX SOLI編曲:山本拓夫                  | 5:42 |
| 15.       | 「平和の琉歌」(初CD化曲)                 | 桑田佳祐                         |            | サザンオールスターズ                                        | 3:24 |
| 合計時間: | 合計時間:                                | 合計時間:                        | 合計時間:  | 68:31                                                       |      |

### DISC-1 〜SEA SIDE〜
1. 勝手にシンドバッド
1978年発売のデビューシングル。
2. いとしのエリー
1979年発売の3枚目シングル。
3. C調言葉に御用心
1979年発売の5枚目シングル。
4. 栞のテーマ
1981年発売の13枚目シングル。
5. いなせなロコモーション
1980年発売の8枚目シングル。
6. 夏をあきらめて
1982年発売の5枚目アルバム『NUDE MAN』収録曲。
7. チャコの海岸物語
1982年発売の14枚目シングル。
8. 匂艶 THE NIGHT CLUB
1982年発売の15枚目シングル。
9. 鎌倉物語
1985年発売の8枚目アルバム『KAMAKURA』収録曲。
10. Bye Bye My Love (U are the one)
1985年発売の22枚目シングル。
11. ミス・ブランニュー・デイ (MISS BRAND-NEW DAY)
1984年発売の20枚目シングル。
12. 海
1984年発売の7枚目アルバム『人気者で行こう』収録曲。
13. みんなのうた
1988年発売の24枚目シングル。
14. 希望の轍
1990年発売の10枚目アルバム『稲村ジェーン』収録曲。
15. 忘れられた Big Wave
1990年発売の9枚目アルバム『Southern All Stars』収録曲。

### DISC-2 〜SUNNY SIDE〜
1. 真夏の果実
1990年発売の28枚目シングル。
2. YOU
アルバム『Southern All Stars』収録曲。
3. シュラバ★ラ★バンバ SHULABA-LA-BAMBA
1992年発売の30枚目シングル。
4. 涙のキッス
1992年発売の31枚目シングル。
5. さよならベイビー
1989年発売の26枚目シングル。
6. エロティカ・セブン EROTICA SEVEN
1993年発売の32枚目シングル。
7. 素敵なバーディー (NO NO BIRDY)
1993年発売の33枚目シングル。
8. そんなヒロシに騙されて
1983年発売の6枚目アルバム『綺麗』収録曲。
9. マンピーのG★SPOT
1995年発売の35枚目シングル。
10. あなただけを 〜Summer Heartbreak〜
1995年発売の36枚目シングル。
11. Moon Light Lover
1996年発売の12枚目アルバム『Young Love』収録曲。
12. 太陽は罪な奴
1996年発売の38枚目シングル。シングルバージョンはアルバム初収録。
13. 恋のジャック・ナイフ
1996年発売の37枚目シングル「愛の言霊 〜Spiritual Message〜」カップリング曲。アルバム『Young Love』に収録されているバージョン。
14. 愛の言霊 〜Spiritual Message〜
1996年発売の37枚目シングル。
15. 平和の琉歌
初CD化の曲。ライブビデオ『平和の琉歌 〜Stadium Tour 1996 "ザ・ガールズ万座ビーチ" in 沖縄〜』の特典作品としてすでに発表されていた。